# Pelekitó
Pelekitó är en ort i Grekland.   Den ligger i prefekturen Nomós Kerkýras och regionen Joniska öarna, i den västra delen av landet, 400 km nordväst om huvudstaden Aten. Pelekitó ligger 42 meter över havet och antalet invånare är 126. Den ligger på ön Korfu.
Terrängen runt Pelekitó är kuperad söderut, men åt nordväst är den platt. Havet är nära Pelekitó åt nordost.  Närmaste större samhälle är Agios Georgis, 16,9 km sydväst om Pelekitó. I omgivningarna runt Pelekitó växer i huvudsak blandskog.